# Deep Thought
Deep Thought (em português:  pensamento profundo) foi um supercomputador projetado para jogar xadrez. Foi o segundo da linha de computadores desenvolvidos por Feng-hsiung Hsu, que teve início com ChipTest, culminando com Deep Blue. Deep Thought foi vencido por Garry Kasparov em ambas as partidas de um match de duas partidas em 1989.
Seu nome foi inspirado em Deep Thought (Pensador Profundo) d'O Guia do Mochileiro das Galáxias, um computador fictício da série de Douglas Adams (Deep é um termo que, em Ciência da Computação, se refere à habilidade especial de programa em utilizar unidades de multiprocessamento).